# Daisho

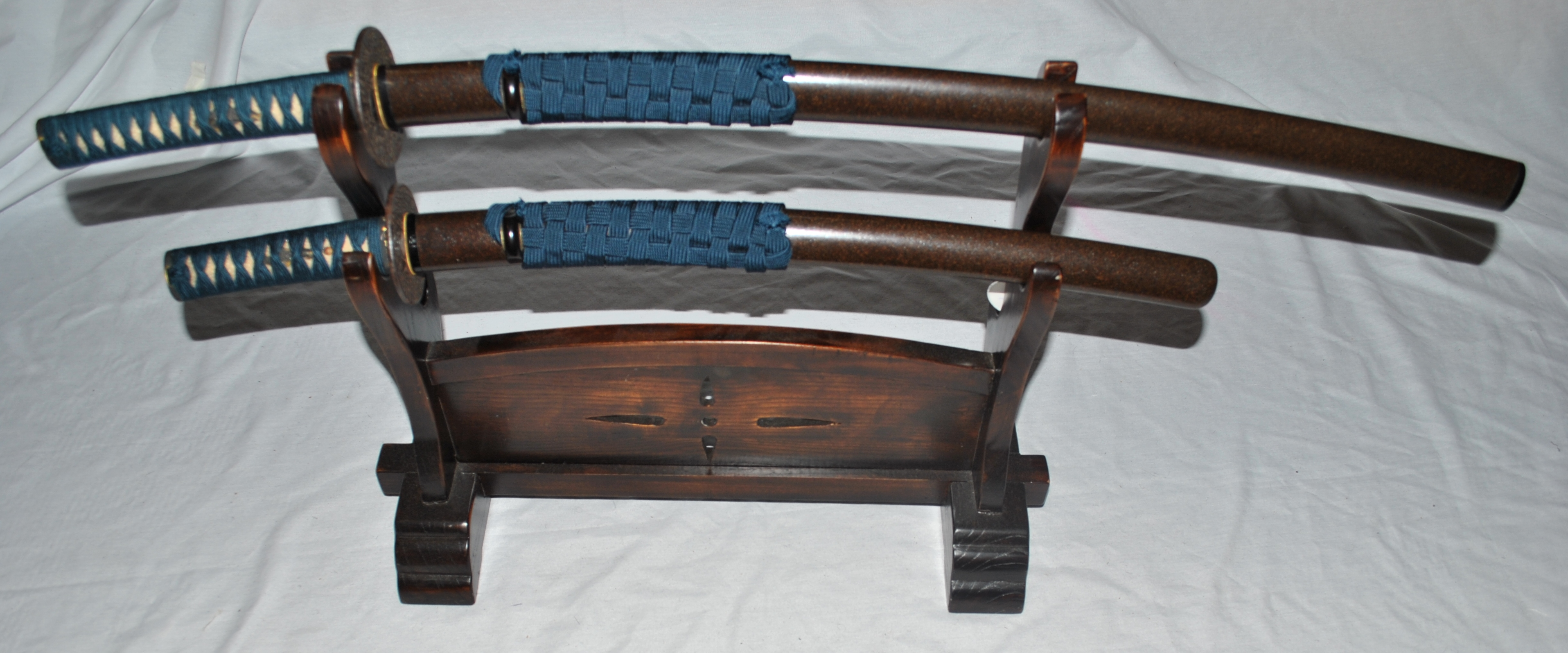
Ett Edo-era daishō framifrån i sitt ställ. Långsvärdet placeras ovanför kortsvärdet kurvande uppåt med handtagen åt vänster.

Daishō (大小, japanska "stor-liten") är det traditionella svärdsset som bars av samurajerna. Ordet har sitt ursprung i ett vanligt sätt att lägga ihop längre uttryck på japanska språket: Daitō (大刀), stort svärd, plus ett shōtō (小刀), litet svärd = daishō, dvs ett långt + ett kort. Paret bestod oftast av katana (刀) och en kortare wakizashi (脇差). Det mindre svärdet kunde ersättas av ett ännu kortare, tantō (短刀), en dolk.
Ett daishō kunde även bestå av en tachi (den äldre och längre varianten av det långa svärdet katana) och tidigare nämnda tantō. Denna kombination skall ha varit vanligare vid det kejserliga hovet än vid shoguns hov och övriga samurajklassen under samma tidsperiod.
Katanan, det längre av de två svärden användes i strid man mot man och den enkla böjningen av klingan gjorde ett skärande hugg . Wakizashi utgjorde ett effektivt närstridsvapen.
Ett daishō-par var exklusivt förbehållet samuraiklassen och var en symbol för deras rang. Det kom i bruk under Muromachiperioden - tidigare ansågs båge, yumi vara samuraiklassens kännemärke och svärdet var av mindre betydelse. Det var också under denna period som katana skiftade från hängande vapen med eggen nedåt (tachi) till ett som i skidan med eggen uppåt. Förändringen medgav ett mycket snabbare drag till fots.